# Aspenaz
Aspenaz é um personagem bíblico citado no Antigo Testamento.  De acordo com o texto bíblico, Aspenaz foi um oficial da corte babilônica que serviu a Nabucodonosor II, rei do Império Babilônico. Entre suas funções provavelmente estavam selecionar, coordenar e converter prisioneiros de guerra em eunucos. Embora provavelmente chefiasse os eunucos, Aspenaz não necessariamente um eunuco. Segundo o idioma ou língua medo-persa, seu nome significa "focinho de cavalo".[carece de fontes?]
Aspenaz, segundo o relato do livro de Daniel, foi comissionado pelo próprio Nabucodonosor II para preparar os jovens príncipes judeus, que foram trazidos à Babilônia como prisioneiros, após o império acabar com a rebelião do rei judeu Jeoaquim, para servirem na corte imperial babilônica. Ele treinou Daniel, Hananias, Misael e Azarias para servirem na corte e posteriormente lhes deu os nomes de Beltessazar, Sadraque, Mesaque e Abednego respectivamente.